# Église Saint-Martin de Cuiry-Housse
L'église Saint-Martin est une église située à Cuiry-Housse, en France.

## Localisation
L'église est située sur la commune de Cuiry-Housse, dans le département de l'Aisne.

## Historique
Le monument est classé au titre des monuments historiques en 1920.